# Jean Grolier de Servières
Jean Grolier de Servières, né en 1479 à Lyon, et mort le 22 octobre 1565 à Paris, fut trésorier de France. Il est connu pour avoir possédé une riche bibliothèque estimée à 3000 volumes, dont la plupart portent des reliures précieuses.

## Biographie
Jean Grolier, vicomte d'Aguisy, trésorier de France et de Milan, est le fils d'Étienne Grolier, trésorier du roi et trésorier général du duché de Milan. Il se marie en 1520 avec Anne Briçonnet, fille de Nicolas Briçonnet (lui-même fils de Guillaume Briçonnet), dont il eut un fils et quatre filles. Il décède à 86 ans, et est inhumé dans l'église Saint-Germain-des-Prés.
Son cousin Nicolas Grollier de Servières est un ingénieur lyonnais, inventeur de « machines fantastiques », dont le contenu de son cabinet de curiosités fut publié en 1719 par son petit-fils, Gaspard II Grollier de Servières.

## Reliure Grolier

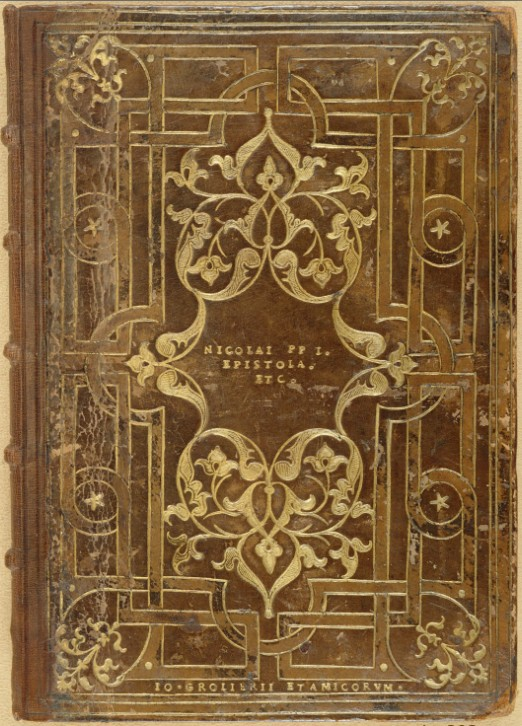
Une reliure faite pour Grolier (Milano BNB).

Afin de protéger ses livres, Jean Grolier commande principalement à l'atelier de Jean Picard de luxueuses couvertures ayant les caractéristiques suivantes :
- Reliure en maroquin, dont la couleur varie suivant le sujet du livre (marbré, rouge, vert, ...),
- Décor des plats dit à « entrelacs géométriques » - filets épurés élaborés à partir d’un rectangle et d’un losange imbriqué - ,
- Tranches dorées et non ciselées,
- Gardes en parchemin.

Ces caractéristiques constituent ce qu'il est convenu d'appeler la "reliure Grolier". Il faisait apposer dessus une marque de possesseur « Io. Grolierii et Amicorum » et/ou sa devise « Portio mea domine sit in terra viventium ».
Environ cinq cents de ses reliures sont parvenues jusqu’à nous, ce qui fait de Grolier la figure emblématique de l'amateur de reliures au XVIe siècle. Depuis le XVIIIe siècle, les livres lui ayant appartenu sont extrêmement recherchés par les amateurs ; ils ont fait l'objet de nombreuses études et de plusieurs expositions.

## Amateurs de reliures contemporains
On connaît notamment :
- Thomas Mahieu,
- Jacques-Auguste de Thou, pour ses reliures à la "fanfare",
- Jacques de Malenfant,
- Jean II Brinon,
- Marcus Fugger, banquier allemand, collectionneur et mécène.
- Antoine Perrenot de Granvelle, cardinal, diplomate, conseiller d'État de l'empereur germanique Charles Quint.